# Capronia pilosella var. pilosella
Capronia pilosella var. pilosella är en lavart som först beskrevs av Petter Adolf Karsten, och fick sitt nu gällande namn av E.Müll., Petrini, P.J.Fisher, Samuels och Rossman. Capronia pilosella var. pilosella ingår i släktet Capronia, och familjen Herpotrichiellaceae. Arten är reproducerande i Sverige.